# Walter Bennett
Walter Bennett, né en avril 1874 à Mexborough et mort le 6 avril 1908, est un footballeur professionnel principalement connu pour ses années au Sheffield United Football Club, où il évolue au poste d'attaquant. 
Avec les Blades de Sheffield, il remporte le championnat d'Angleterre en 1898 et deux FA Cup, en 1899 et 1902. En 1901, il est sélectionné à deux reprises avec l'équipe d'Angleterre. Par la suite, il reste deux ans au Bristol City Football Club avant de prendre sa retraite de footballeur.

## Biographie

### Carrière de footballeur
Surnommé « Cocky » (« Arrogant » en français), Bennett commence sa carrière dans le club de sa ville natale de Mexborough, où ses performances poussent Sheffield United à lui donner un essai puis à tenter de le recruter à plusieurs reprises, son père et lui-même, négociant pour un meilleur contrat. Il signe finalement avec les Blades en 1896 pour une indemnité de transfert de £10. Au moment de sa signature, les supporters du club estiment que Bennett a une attitude trop hautaine, et qu'il n'est pas suffisamment en forme pour jouer au plus haut niveau, puisqu'il est alors en surpoids. Perdant 28 livres à la suite d'un régime de remise en forme, il gagne rapidement en vitesse et devient l'un des tauliers des Blades qui dominent le football anglais à cette période.
Bennett est le meilleur buteur de l'équipe championne de Première Division en 1898 et joue les finales de Coupe d'Angleterre de 1899, 1901 et 1902, perdant uniquement lors de l'édition 1901 de la compétition.
Lors de cette même année 1901, il est sélectionné à deux reprises avec l'équipe d'Angleterre, et joue contre le Pays de Galles et l'Écosse lors du British Home Championship de 1901.
Malgré ses succès avec Sheffield, Bennett est placé sur la liste des transferts en 1903, mais persuade United de lui offrir un nouveau contrat et reste avec le club du South Yorkshire jusqu'en 1905, où il part pour Bristol City. Bennett aide son nouveau club à être champion de Second Division en 1906, avant de prendre sa retraite de footballeur professionnel.

### Vie personnelle
Bennett est issu d'une famille de footballeur : son frère William joue notamment pour The Wednesday et fait une apparition en finale de FA Cup en 1908, tandis qu'un autre de ses frères "Tip" évolue avec le Barnsley Football Club. Après avoir quitté Bristol City, Bennett déménage à Denaby Main, où il travaille comme mineur et joue pour l'équipe amateur locale. Bennett meurt en avril 1908 après une chute d'un toit à l'automne à Denaby Main Colliery alors qu'il se remettait de ses blessures. Il laisse ainsi sa femme élever seule leurs quatre enfants.

## Palmarès
Sheffield United Football Club
- First Division
  - Champion : 1897-1898
  - Vice-champion : 1896-1897 et 1899-1900
- FA Cup
  - Vainqueur : 1899, 1902
  - Finaliste : 1901

 Bristol City Football Club
- Second Division
  - Champion : 1905-1906